# Os Casaríos
Os Casaríos es una entidad de población situada en la parroquia de Pinza, del municipio español de Viana del Bollo, en la provincia de Orense, Galicia.

## Demografía
La entidad de población de Os Casaríos no consta ni en las bases de datos del INE ni en las del IGE por lo que se desconocen los datos demográficos de la misma.